# Mangaratiba (ort)
Mangaratiba är en ort i Brasilien.   Den ligger i kommunen Mangaratiba och delstaten Rio de Janeiro, i den sydöstra delen av landet, 900 km sydost om huvudstaden Brasília. Mangaratiba ligger 21 meter över havet och antalet invånare är 27 022.
Terrängen runt Mangaratiba är varierad. Havet är nära Mangaratiba åt sydost. Det finns inga andra samhällen i närheten. 
Runt Mangaratiba är det ganska tätbefolkat, med 67 invånare per kvadratkilometer.